# 中华人民共和国主席特使
中華人民共和國主席特使，又稱国家主席特使，簡稱主席特使，是中華人民共和國設立的临时外交代表，為一種臨時性職務，在中華人民共和國主席因事無法出席外交活動時，該國會派出主席特使代替中國國家主席參加外交活動。中華人民共和國一般會選任部长以上级别以及對相關外交活動有所了解的官員充當主席特使。有時正國級官員也會臨時擔任主席特使。主席特使這個職務在官員出訪時授予，出訪活動結束後即失效。當有需要授予官員主席特使職務時，先由中華人民共和國外交部请示，最終由中国国家主席亲自授权。。按照出訪任務的性質，主席特使可以分為礼仪性特使和政治性特使。礼仪性特使主要向各國領導人轉達國家主席的问候，政治性特使則是帶有目的性的出訪。